# Alle dame del castello piace molto fare quello
Alle dame del castello piace molto fare quello (Komm, liebe maid und mache) è un film tedesco del 1969 diretto da Josef Zachar.
Il film fu distribuito in Italia soltanto nel 1973 come Alle dame del castello piace molto fare quello, e ridistribuito nel 1978 come Piacere di donna.

## Trama
In un castello tedesco si consumano adulteri. Un banchiere giunto all'improvviso per sorprendere la moglie della quale non si fida, le fornirà senza immaginarlo il pretesto per chiedergli il divorzio.